# 管理楽曲
管理楽曲（かんりがっきょく）とは日本音楽著作権協会（以下JASRAC）に著作権を信託していない楽曲、またはその制度である。音楽業界用語でもある。
JASRACに著作権を依託せずにレコード会社や所属プロダクション、音楽出版社など権利を保有する者が管理する制度、またはその楽曲である。一般的な日本語解釈で「管理楽曲」は何かに管理されているという意味になるが、日本の音楽業界では特に文字に意味は無く、「管理楽曲」と言えばJASRACが管理していない物を指す。一方でJASRACは一般的な日本語解釈の意味で使っており、「JASRACの管理楽曲」などと言う使い方をしている。
主に専属楽曲と外国曲の2種類を合わせて管理楽曲と言うが、カラオケ等での管理楽曲は「専属楽曲」のみ指す傾向がある。
世に出回っている楽曲で（著作権が消滅しているものを除く）、JASRACのデータベースで登録が無いか、JASRACに信託されていない旨の表示がされている場合（JASRAC非信託）、管理楽曲である可能性が高く、この場合は権利を保有するレコード会社・音楽出版社・制作企業か、作家本人あるいは遺族など作家側によって管理されている。
なお、権利者に無断でCDなどの発売・インターネット上での配信・放送などを行った場合は、当然ながら著作権法によって処罰の対象となる。

## 専属楽曲
1971年以前（著作権法施行前）における一部楽曲（いわゆる懐メロ）で、作詞家・作曲家（作家）がレコード会社と専属契約を行い創作・発売した楽曲のため、作家がレコード会社に著作権を譲渡し、レコード会社が著作権と楽曲の利用権を独占的に保有している楽曲である。老舗のレコード会社で1930年代から1960年代までの流行歌（演歌・ムード歌謡）や童謡を作り上げた作曲家の多くがこれに該当する。
1971年に著作権法が施行されてから、作家が所属するレコード会社や音楽出版社、事務所を通して著作権をJASRACに信託し、JASRACの管理下となっているのがほとんどである為、その楽曲の場合はJASRACに利用許諾申請と使用料を支払えば楽曲の利用が可能である。
しかし、専属楽曲は各々レコード会社に専属開放申請を行い、許諾された場合は使用料を支払わなければならない。
明確な利用目的が無かったり、インターネット上でのメロディー配信を目的とするものは許可が下りない事が多い。

### 主な専属作家の一覧
順不同・敬称略。※印がある作家はレコード会社の他にプロダクションなどにも楽曲の利害関係があるもの。

#### 日本コロムビア
- 西條八十
- 服部良一
- 古賀政男※
- 石本美由起
- 船村徹

- 山田耕筰（一部）
- 武鹿悦子
- 小村三千三
- 丘灯至夫
- 遠藤実

- 古関裕而
- 西沢爽
- 狛林正一
- 中山晋平
- 越部信義

- 米山正夫
- 吉岡治
- 河村利夫
- 佐藤惣之助
- 野村俊夫

- 木下忠司
- 小村三千三
- 星野哲郎

但し、越部のおかあさんといっしょ関連楽曲はビクターレコードよりリリース。また、古賀はテイチク（後述）にも所属アーティストとして在籍していたことがある。

#### ビクターレコード（ビクターエンタテインメント）
- 吉田正
- 古賀政男※
- 船村徹

- 服部良一
- 中山晋平
- 佐伯孝夫

- 喜志邦三
- 渡久地政信
- 平岡照章

- 宮川哲夫
- 飯田信夫
- 東辰三

#### テイチクレコード（テイチクエンタテインメント）
- 久我山明
- 平川浪竜

- 清水みのる
- 陸奥明

- 上原賢六
- 鏑木創

- 鶴岡雅義
- 藤田まさと

#### キングレコード
- 横井弘
- 鎌田俊与
- 山本雅之
- 江口夜詩

- 桜田誠一
- 高橋掬太郎
- 細川潤一

- 夢虹二
- 小谷肇
- 大村能章

- 木下龍太郎
- 江口浩司
- 飯田三郎

#### ユニバーサルミュージック
ポリドール
- 藤原秀行

- 藤田まさと

- 近江俊郎

東芝レコード（EMI Records Japan）
- 野上彰

- 豊田稔

#### 第一興商グループ
ミノルフォン（徳間ジャパンコミュニケーションズ）
- 白鳥園枝

- 遠藤実

日本クラウン
- 星野哲郎

- 弦哲也

#### 特定のレコード会社に所属しないもの
コマーシャルソングなどで、JASRACに信託しない楽曲も管理楽曲に該当する。
- 三木鶏郎
- もぎこうじ
- 中村八大※
- 永六輔※

### 主な専属楽曲の一覧
- 赤いハンカチ
- 異国の丘
- いつでも夢を
- 上を向いて歩こう

- 王将
- 青い山脈
- 銀座の恋の物語
- こまっちゃうナ

- 三百六十五歩のマーチ
- 手のひらを太陽に
- 函館の女
- 阪神タイガースの歌（曲のみ）

など多数。1960年代のヒット曲（日本レコード大賞受賞曲など）もかなり含まれている。

## 外国曲
国内曲と同様にJASRACに依託していない楽曲を「管理楽曲」と呼ぶ。特に外国曲だからといって、特別な規則があるわけではないが、日本の組織であるJASRACに依託していない割合は多い。日本で言う洋楽で、その楽曲の作者（作曲家）の所属する日本国外の音楽出版社やプロダクション、レコード会社が権利を保有しているもの。
ユニバーサル ミュージック グループが著作権を、アップル・コアが出版権を有するザ・ビートルズの楽曲が多く当てはまる他、特に「ドレミの歌」は作曲家のリチャード・ロジャースと訳詞家のペギー葉山共々権利関係が複雑であり、容易にビデオ作品に収録するのは難しいとされている。（→トラップ一家物語）

## ゲームミュージック
ゲームミュージックも一般的な音楽と同様にJASRACに依託していない物は全てゲーム会社やソフトウェア開発会社などの「管理楽曲」である。JASRACは特にゲームミュージックに対して特別な枠組みは設けていないため、通常の楽曲として扱われる。
ただ、現状としては声楽曲を除き、JASRACに依託している方が少数派であることから、管理楽曲を主体としている。

## インディーズ楽曲
インディーズからCDを発売するアーティストの多くは、CDを一般的なCDの流通ベースに乗せないこともあり、その多くは「管理楽曲」である。ただし、通常の流通ベースに乗せる場合は「管理楽曲」ではない。（テレビ・ラジオの音楽番組等への露出や、着信メロディ・カラオケなどの権利手続を簡略化するため。）。JASRACはインディーズであるかは関与して無く、通常の楽曲と扱いは全く同じである。
萬Z(量産型)が2006年に発売したアルバム「フルスロットル〜TO THE TOP〜」では、著作権料相当分をモータースポーツ選手へスポンサー料として提供するため、収録された全ての楽曲を管理楽曲としている。萬Z(量産型)は、ヒットした「日本ブレイク工業社歌」などの楽曲は管理楽曲ではない。

## 同人音楽
同人音楽もまた、CDを一般的なCDの流通ベースに乗せないこともあり、楽曲は著作権者が直接管理する形式の「管理楽曲」が一般的となる。また、着信メロディなどの権利手続が行われる段階においても、著作権者が楽曲を管理している状態のまま権利手続が行われることが多い。同人音楽もJASRACが特別枠を設けているわけではなく他の楽曲と同様に取り扱われる。
「フルスロットル〜TO THE TOP〜」以後の新たな流れとして、同人音楽を発祥とするCDが、著作権者が楽曲を管理している状態のまま、メジャーレーベルから一般的なCDの流通ベースに乗せて販売されることが行われるようになった。2009年にソニー・ミュージックダイレクトより発売されたアルバム「supercell」などが代表例である。